# 東北財経大学出版社

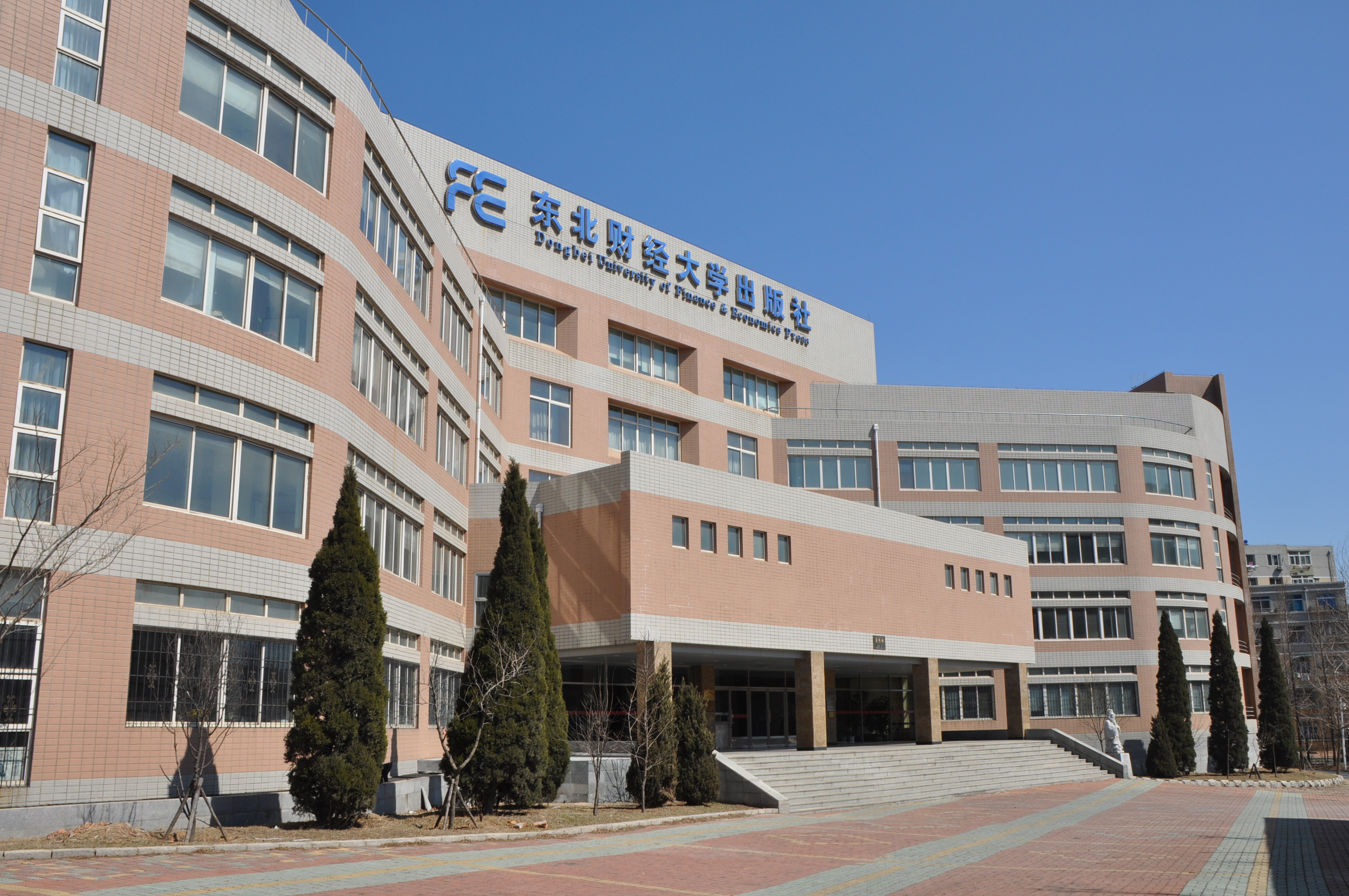
東北財経大学出版社

東北財経大学出版社 （とうほくざいけいだいがくしゅっぱんしゃ、中国語: 东北财经大学出版社）は中国遼寧省大連市にある東北財経大学に属する大学出版社である。 

## 基礎データ
- 類型：大学出版社
- 設立：1985年
- 代表取締役社長：方紅星（Fang Hongxing）
- 住所：遼寧省大連市黒石礁尖街217号